# Renouée faux liseron
Fallopia convolvulus
Espèce
Classification phylogénétique
Statut de conservation UICN

 LC  : Préoccupation mineure
La Renouée faux liseron (Fallopia convolvulus) est une plante herbacée annuelle de la famille des Polygonaceae. Elle est aussi appelée Vrillée sauvage, ou Vrillée liseron. Ses tiges volubiles font de 1 à 1,50 m. La fleur blanchâtre est très petite. 
Cette espèce rampe sur le sol ou bien s’enroule sur toute sorte de supports, comme le liseron des champs auquel elle ressemble beaucoup, à l’exception de ses fleurs qui sont beaucoup plus petites.

## Nomenclature et étymologie
L’espèce a d’abord été décrite et nommée Polygonum convolvulus par Linné en 1753 dans Species Plantarum 1: 364
En 1970, le botaniste d’origine suédoise Áskell Löve reclasse l’espèce dans le genre Fallopia (dans Taxon 19(2): 300). 
Le nom de genre Fallopia est dédié à Gabriele Falloppio, superintendant du jardin botanique de Padoue et anatomiste réputé. C’est le fondateur de l’anatomie moderne et son nom est resté à plusieurs parties du corps humain dont les « trompes de Fallope ». Le non-redoublement du p dans le nom de genre, s’explique par sa dérivation du nom latin du botaniste Fallopius.. 
L’épithète spécifique convolvulus vient du latin convolvo, “s’enrouler”, allusion aux tiges volubiles. 

## Synonymes
Selon Tropicos, les synonymes de Fallopia convolvulus sont :
- Polygonum convolvulus L. (Basionyme)
- Bilderdykia convolvulus (L.) Dumort.
- Fagopyrum convolvulus (L.) Delarbre
- Helxine convolvulus (L.) Raf.
- Tiniaria convolvulus (L.) Webb & Moq.
- Fagopyrum carinatum Moench
- Polygonum bertolonii Goiran & Tonini
- Tiniaria convolvulus (L.) Webb & Moq.

## Description
Fallopia convolvulus est une plante herbacée annuelle. Les tiges jumelées, striées, ramifiées à la base, font de 1 à 1,50 m. Elles sont volubiles et grimpantes. 
Les feuilles, portées par un pétiole de 1,5–5 cm de long, possède un limbe papilleux, farineux, sur la face inférieure, à base cordée, marge entière, et apex acuminé, donnant globalement une forme de fer de flèche. L’ochréa est court, membraneux, oblique et non cilié. 
L’inflorescence axillaire est un racème, à bractées étroitement ovales, avec chacune 2 à 4 fleurs. La fleur très petite, blanchâtre, porte des tépales étroitement elliptiques, de taille inégale, les 3 extérieurs plus grands et carénés ou étroitement ailés sur la surface abaxiale, légèrement accrescents dans les fruits, ainsi que 8 étamines, 3 styles très courts. 
Les fruits sont de petits akènes inclus dans le périanthe persistant, noir, opaque, ellipsoïde, trigone, 3-4 mm, finement granulaire. 
La floraison se déroule de juillet à septembre.

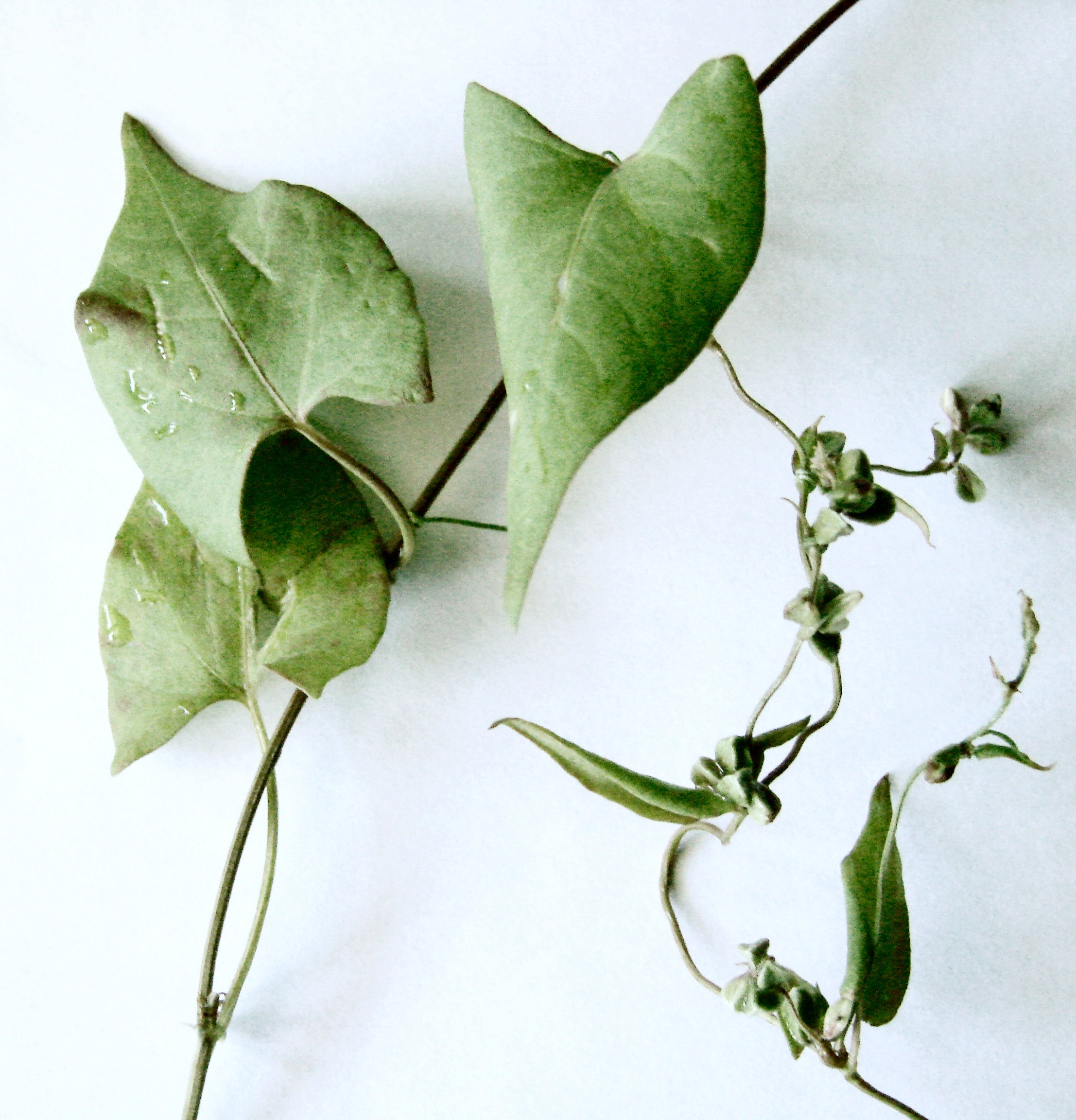
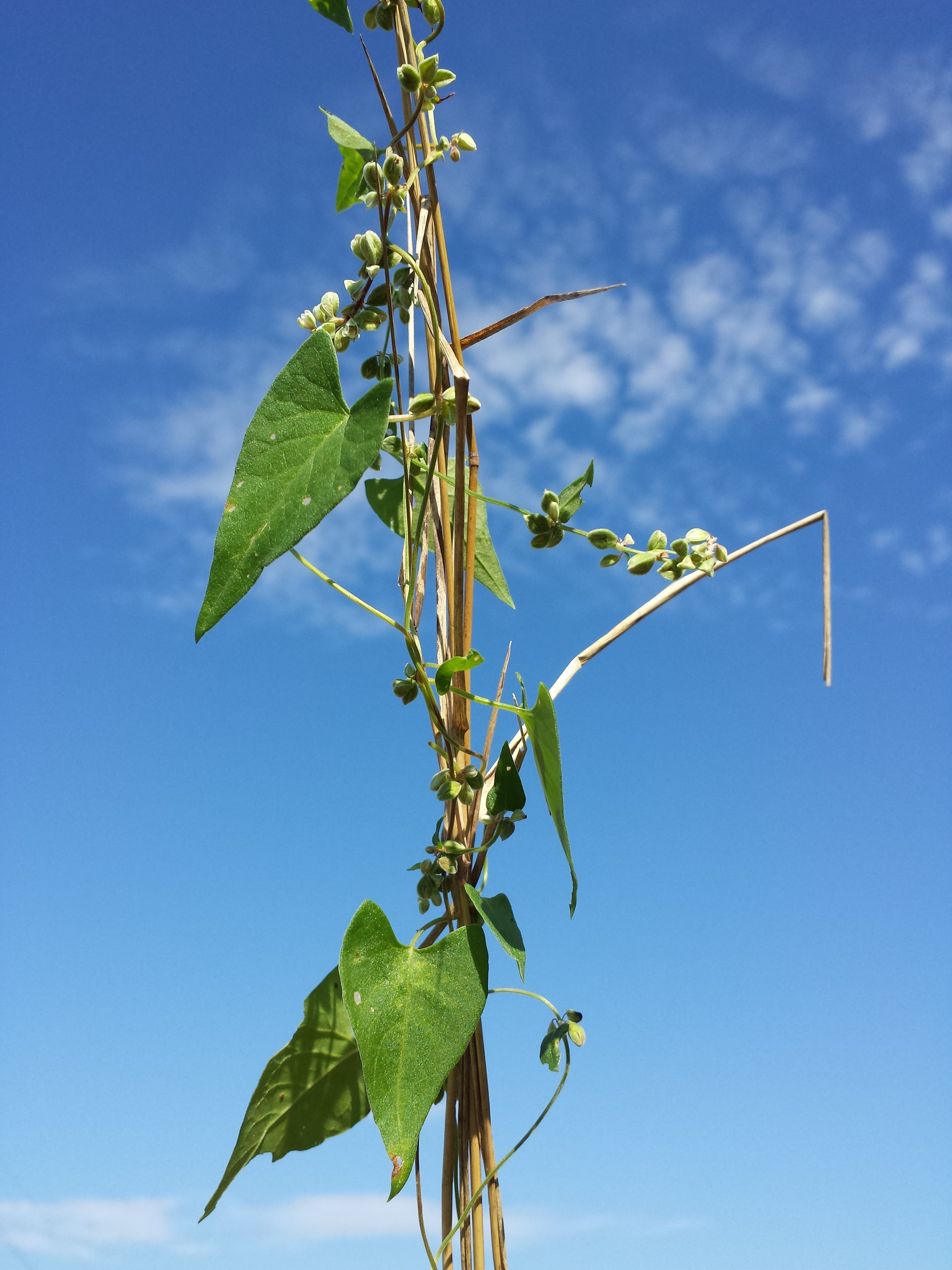
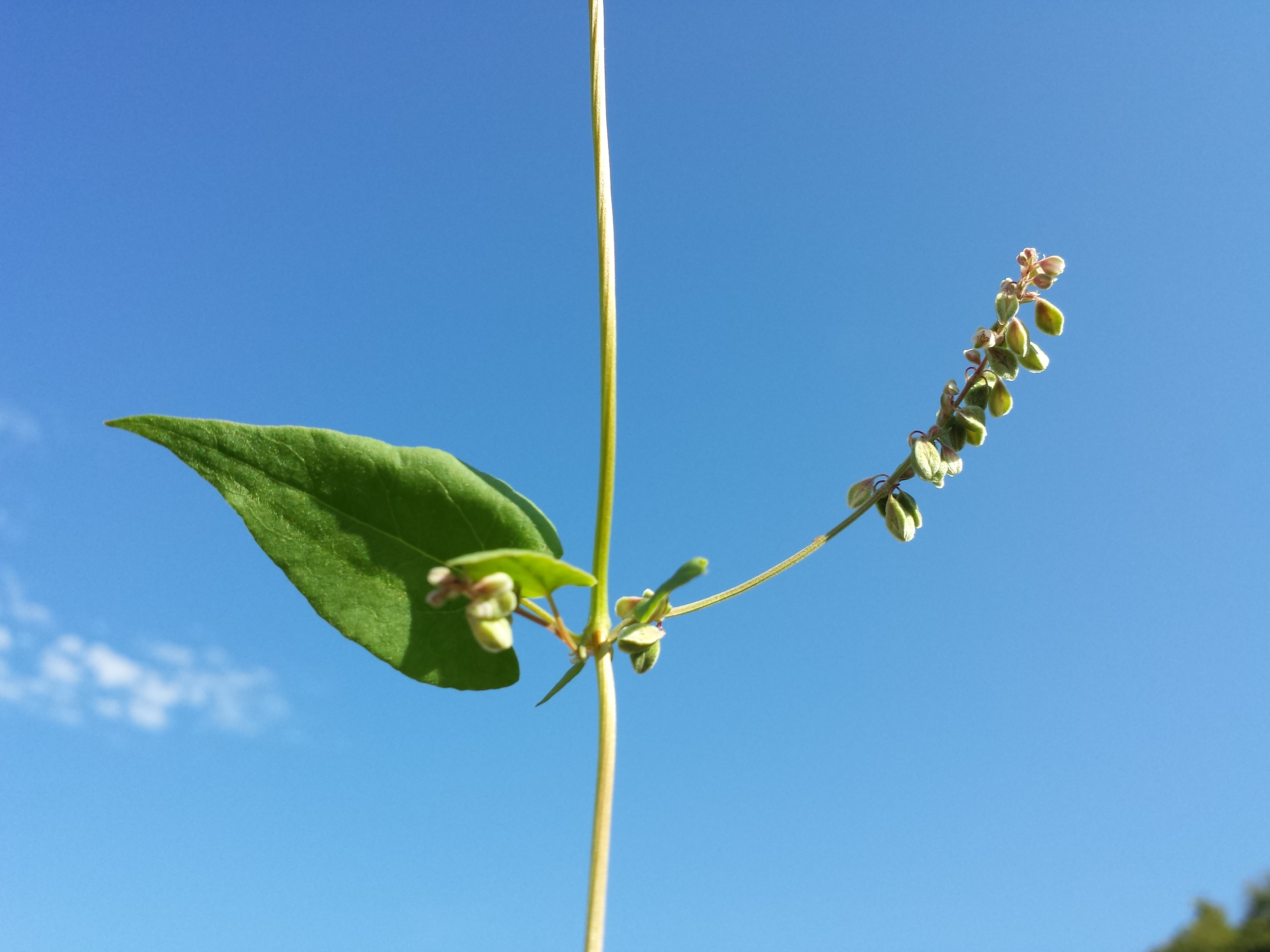
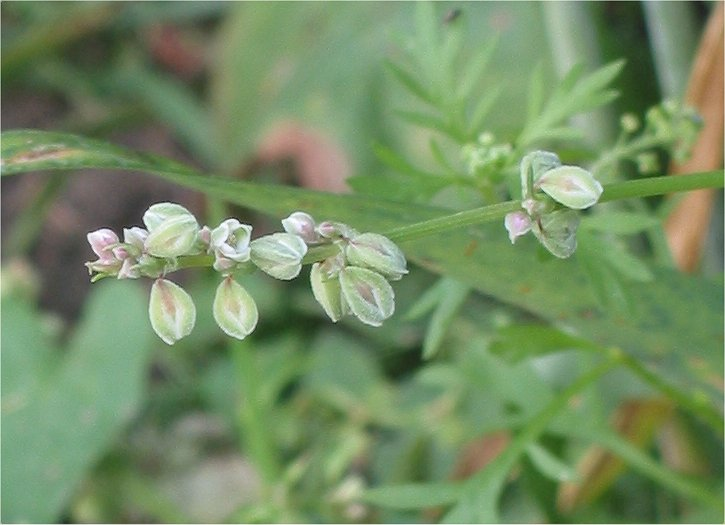
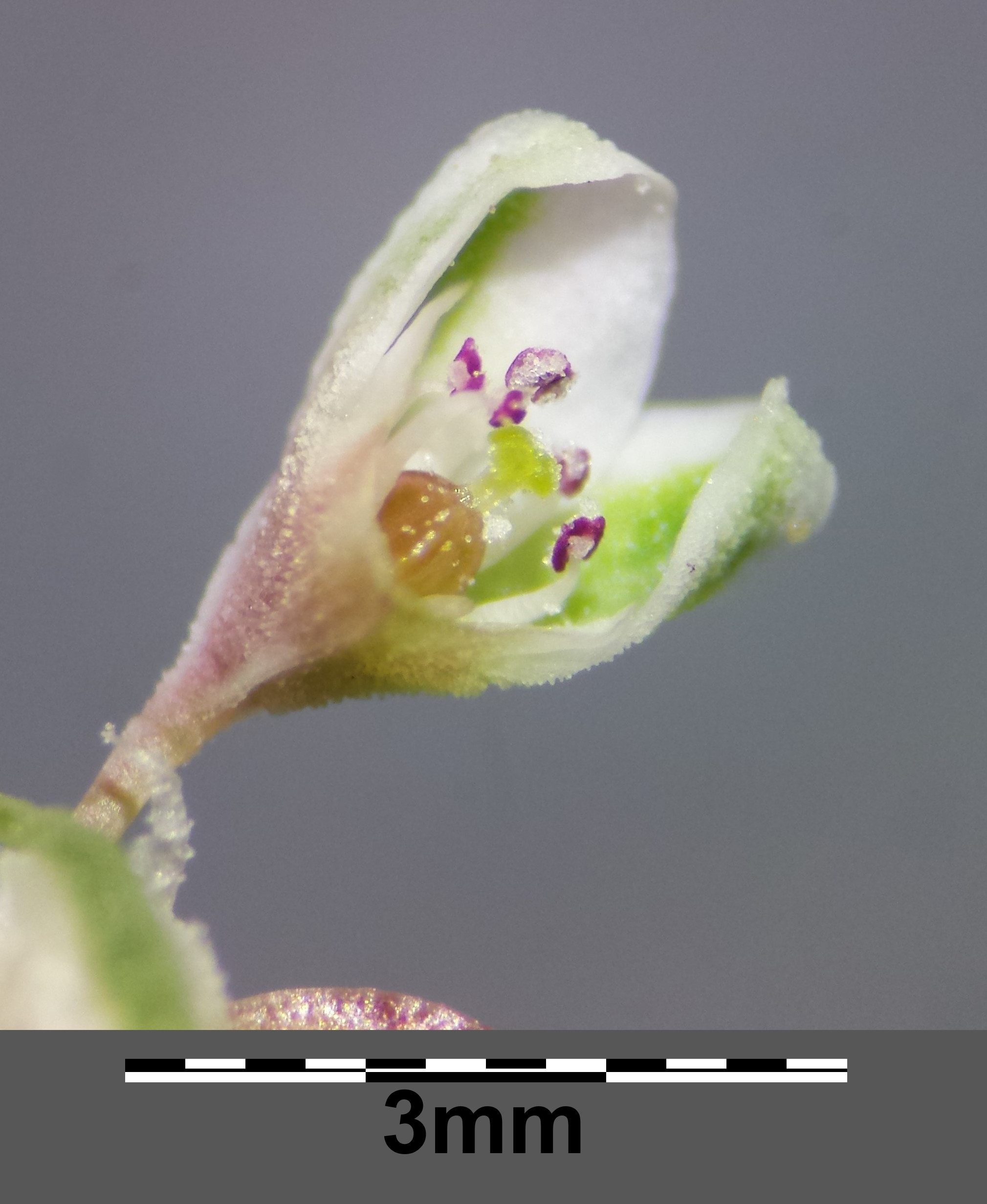
Fleur ouverte

## Distribution et habitat
Selon POWO, l’aire répartition naturelle de Fallopia convolvulus (L.) Á.Löve s’étend de la Macaronésie à l’Afrique du Nord, Eurasie (Europe sauf le Royaume unis), Russie, de la Turquie à l’Inde, Asie centrale, Asie centrale, Mongolie, Chine). C’est donc une distribution subcosmopolite.  
Elle est présente partout en France. 
Elle a été introduite en Amérique du Nord, dans une partie de l’Amérique du Sud et de l’Afrique australe.
Cette plante pousse généralement dans les cultures et s’enroule autour de la tige des céréales. Dans les rues, elle grimpe généralement le long des clôtures et des grillages.